# Erinnyis picta
Erinnyis picta är en fjärilsart som beskrevs av Kirby 1892. Erinnyis picta ingår i släktet Erinnyis och familjen svärmare. Inga underarter finns listade i Catalogue of Life.